# Vario LF2Plus
Vario LF2 plus — чешский двухсекционный трамвай с частично низким полом, производимый консорциумом компаний под названием Aliance TW Team, состоящим из заводов Pragoimex, Krnovské opravny a strojírny и VKV Praha. Опытный образец, выпущенный в 2009 году, на трамвайных путях Остравы. Трамвай LF2 plus является производным от модели Vario LF2, от которой он отличается использованием более новых тележек, благодаря которым можно было опустить пол высокопольной части трамвая. Vario LF2 plus — это рельсовый вагон с однонаправленным движением. вагон состоит из двух частей, соединенных шарниром, поддерживаемым центральной тележкой. Каждый из участников установлен на тележке, все трое едут.